# Huitzilíhuitl azték uralkodó
Huitzilíhuitl (az 1370-es évek közepe – 1417) az Azték Birodalom második uralkodója (Hueyi Tlatoani) volt, 1396 és 1417 között. Nevének jelentése „kolibritoll”, ábrázolásain is megfigyelhető egy kolibri vagy egy kolibri feje, amelyből gyakran fehér tollpihék nyúlnak ki.

## Élete
Valószínűleg az 1370-es évek közepe táján született az első azték uralkodó, Acamapichtli fiaként. Mivel nem az egyetlen utód volt, ezért apja halálakor nem automatikusan örökölte meg a trónt, hanem választás útján: összegyűlt Tenocstitlan négy városrészének képviselete, és miután megvitatták, ki a legalkalmasabb, kihirdették, hogy Huitzilíhuitlet választották meg.
Huitzilíhuitlnek több felesége is volt, mindannyiukat politikai szövetségépítés céljából választotta: a környező városok nemes családjainak lányait vette el. Első felesége egy tlacopani tepanék hercegnő, a második pedig magának az azcapotzalcói uralkodónak, Tezozómocnak a lánya, Miahuehxochtzin, akitől örököse, Chimalpopoca is született. Különösen ez a második házasság hozott nagy hasznot az tenocstitlani aztékoknak (igaz, más tepanék nemesek szemében viszont irigységet keltett): mivel Tezozómoc nagy becsben tartotta a lányát, ezért szinte jelképes összegűre csökkentette a tenocstitlaniak által neki fizetendő adót, valamint engedélyezte egy kis vízvezeték építését is Chapultepecből. Miahuehxochtzin halála után Huitzilíhuitl újabb nemes származású nőt vett feleségül, ezúttal a cuauhnáhuaci hercegnőt, Miahuaxíhuatlot (bár a hercegnő apja kezdetben ellenezte a házasságot). Ennek a kapcsolatnak az volt a fő haszna, hogy a tenocstitlaniak hozzájutottak a déli területek termékeihez is, többek között a gyapothoz, amelyet előkelő ruhák készítésére is fel tudtak használni. Emellett Miahuaxíhuatltól született meg Moctezuma, a későbbi uralkodó is.
Huitzilíhuitl idején az aztékok több hódító hadjáratban is részt vettek az őket uralma alatt tartó Tezozómoc irányításával, többségében a Mexikói-völgy területén. Leigázták például Tetzcocót, későbbi szövetségesüket is, és bár az ilyen győzelmek hasznából a legtöbb a tepanékoknak jutott, azért a tenocstitlaniak is részesültek belőle: a Xaltocan elleni diadal után például az ő földjeikből is kaptak az aztékok.
Uralkodása a kultúra területén is fejlődést hozott: több templomot is felépítettek, és több szertartást is tartottak, valószínűleg azért, mert hitt az istenekkel való kapcsolaterősítés fontosságában. Emellett mind a közemberek, mind a nemesek számára új iskolák is nyíltak.